# Troglocaris (Xiphocaridinella) osterloffi
Troglocaris (Xiphocaridinella) osterloffi is een garnalensoort uit de familie van de Atyidae. De wetenschappelijke naam van de soort is voor het eerst geldig gepubliceerd in 1940 door Juzbaš’jan.